# Begbroke Science Park
Begbroke Science Park är en park i Storbritannien.   Den ligger i grevskapet Oxfordshire och riksdelen England, i den södra delen av landet, 90 km väster om huvudstaden London. Begbroke Science Park ligger 70 meter över havet.
Terrängen runt Begbroke Science Park är platt. Runt Begbroke Science Park är det mycket tätbefolkat, med 2 345 invånare per kvadratkilometer. Närmaste större samhälle är Oxford, 8,1 km söder om Begbroke Science Park. Trakten runt Begbroke Science Park består till största delen av jordbruksmark.